# Municipio de Tally Ho
El municipio de Tally Ho (en inglés: Tally Ho Township) es un municipio ubicado en el  condado de Granville en el estado estadounidense de Carolina del Norte. En el año 2010 tenía una población de 5553 habitantes.

## Geografía
El municipio de Tally Ho se encuentra ubicado en las coordenadas 36°14′24.52″N 78°43′36.01″O / 36.2401444, -78.7266694.